# 앨리슨 벡델
앨리슨 벡델(영어: Alison Bechdel 벡덜[*], 1960년 9월 10일 ~ )은 미국의 만화가이다. 커밍아웃한 레즈비언으로서 30년 가까이 연재한 코믹 스트립 《주목해야 할 레즈들》로 알려졌고, 회고록 만화 《펀 홈》, 《당신 엄마 맞아?》 등으로 큰 호평을 받았다. 《주목해야 할 레즈들》의 한 꼭지에서 유래한 벡델 테스트는 창작물에서의 여성 비중을 평가하는 척도로 널리 이용되고 있다.

## 같이 보기
- 만화
- 벡델 테스트